# Matolcsi János
Matolcsi János (Berettyóújfalu, 1923. november 20. – Budapest, 1983. január 3.) magyar archeozoológus, 1955–1956-ban földművelésügyi miniszter, politikus, országgyűlési képviselő, 1957–1968-ban a Magyar Mezőgazdasági Múzeum igazgatója. A Magyar Tudományos Akadémia Agrártörténeti Bizottság és Biológia Történeti Bizottság tagja volt. A mezőgazdasági tudományok kandidátusa (posztumusz, 1983).

## Életpályája
1937–1941 között betűszedőtanonc volt. 1941-ben segédlevelet kapott. 1942-ben a KMP tagja volt. 1942–1945 között különböző fővárosi nyomdákban (Franklin és Pallas Nyomda) betűszedőként dolgozott. 1942-ben belépett az SZDP-be. 1944-ben katonának hívták, melynek nem tett eleget, így bujkálni kényszerült, és hazaszökött. 1944–1948 között Berettyóújfaluban a Bihar megyei Pártbizottság tagja és a berettyóújfalui pártszervezet titkára volt. 1945-ben a Magyar Kommunista Párt tagja lett. 1948–1949 között pártiskolát és agrárpolitikai tanfolyamot végzett. 1949-től a Magyar Dolgozók Pártja Központi Vezetősége Mezőgazdasági és Szövetkezetpolitikai Osztálya alosztályvezetője, 1952-ben megbízott vezetője, 1953-től kinevezett osztályvezetője volt. 1953–1958 között országgyűlési képviselő volt. 1954–1956 között a MDP Központi Vezetőség tagja, 1954–1955 között titkára volt. 1955–1956 között földművelésügyi miniszter volt a Hegedüs-kormány és a Második Nagy Imre-kormány alatt. 1957. március 15-től 1957. július 31-ig földművelésügyi miniszter-helyettes volt. 1957–1969 között a Magyar Mezőgazdasági Múzeum főigazgatója, 1969–1983 között tudományos főmunkatársa volt. 1963-ban a Gödöllői Agrártudományi Egyetemen mezőgazdasági mérnöki diplomát szerzett. 1966-ban egyetemi doktori címet kapott.

### Munkássága
Múzeumi igazgatósága alatt új szemléletű állandó és időszaki kiállításokat rendeztek. Elindult a módszeres tárgygyűjtés és az agrártörténeti kutatómunka is. Létrehozta a múzeum állattani csontgyűjteményét. Kutatási területe az oszteológiai háziállat-kutatás volt. A háziasítás okozta változásokhoz új biometriai módszereket dolgozott ki, melyeket külföldön is alkalmaznak. Foglalkozott általános háziállat-történeti kérdésekkel és a magyarság állattenyésztésének történetével is.
Sírja a Farkasréti temetőben található (12/2-3-2).

### Kutatható iratanyaga
Miniszteri működési időszakából 0,60 iratfolyóméternyi (5 doboznyi), maradandó értékűnek minősített iratanyaga került az Országos Levéltár, mai nevén Magyar Nemzeti Levéltár Országos Levéltára őrizetébe, ahol az a XIX-K-1-zz törzsszámon kutatható.

## Családja
Agrárproletár családból származott; szülei Matolcsi János és Némethi Erzsébet voltak.

## Művei
- Termelőszövetkezeti mozgalmunk helyzete és fejlesztésének kérdései (Az MDP Pártfőiskolájának előadásai; Budapest, 1955)
- A mezőgazdaság fejlesztésének kettős feladata (Társadalmi Szemle, 1955)
- A mezőgazdaság szocialista átalakulásából adódó múzeumi feladatok (A Magyar Mezőgazdasági Múzeum Közleményei, 1962)
- Összehasonlító vizsgálatok az őstulok és a szarvasmarha elülső lábközépcsontján (Bökönyi Sándorral, Kállai Lászlóval és Tarján Róberttel; A Magyar Mezőgazdasági Múzeum Közleményei, 1964)
- Hét évtized a magyar agrárkultúra szolgálatában (A Magyar Mezőgazdasági Múzeum Közleményei, 1965/66)
- A szarvasmarha testalakulásának történeti vizsgálata a hazai subfossilis csontleletek alapján (Egyetemi doktori értekezés; Gödöllő, 1966)
- A szarvasmarha végtagcsontjainak méretarányai (Állattani Közlemények, 1967)
- Avarkori háziállatok maradványai Gyenesdiáson (A Magyar Mezőgazdasági Múzeum Közleményei, 1967/68)
- A szarvasmarha testnagyságának változása a történelmi korszakokban Magyarország területén (Agrártörténeti Szemle, 1968)
- Összefüggések a szarvasmarha élősúlya és lábközépcsontjainak súlya között (Állattani Közlemények, 1969)
- Híres versenylovak csontozatának sajátosságai (A Magyar Mezőgazdasági Múzeum Közleményei, 1969/70)
- Hankó Béla háziállat-történeti munkássága. – A háziállatok történetének zoológiai kutatása a Szovjetunióban (Állattani Közlemények, 1970)
- Egy kipusztult „fejedelmi vad”, az őstulok. A szarvasmarha őse (Természet Világa, 1970. 11.)
- A Magyar Mezőgazdasági Múzeum működésének 75 éve. 1896–1971. (A Magyar Mezőgazdasági Múzeum kiadványa. Budapest, 1971)
- A Magyar Mezőgazdasági Múzeum agrártörténeti kutatómunkájának 75 éves mérlege (Agrártörténeti Szemle, 1971)
- A zoológiai háziállat-kutatás állása a budapesti nemzetközi szimpózium tükrében (Állattani Közlemények, 1972)
- Balaton környéki avar lovak (A Somogyi Múzeumok Közleményei, 1973)
- Új megvilágításban a ló törzsfejlődése és házasítása (Természet Világa, 1973. 3.)
- Sertéstartás a Közép-Volga és a Káma vidékén az I. évezredben (A Magyar Mezőgazdasági Múzeum Közleményei, 1973/74)
- Állattani következtetés Fenékpuszta V. századi pusztulásának közelebbi időpontjára (Archaeológiai Értesítő, 1974)
- A háziállatok eredete (Budapest, Mezőgazdasági Kiadó, 1975)
- Sarud-Pócstöltés Árpád-kori állatcsontleleteinek vizsgálata (Az Egri Múzeum Évkönyve, 1975)
- A kazár állattartás és a magyar honfoglalók háziállatai (Élet és Tudomány, 1975. 34.)
- A bakonyi sertés XV–XVI. századi csontleletei Sarvalyon (A Magyar Mezőgazdasági Múzeum Közleményei, 1975/77)
- Archeozoológia (Bevezetés a magyar őstörténet kutatásának forrásaiba (Szerkesztette: Hajdú Péter, Kristó Gyula, Róna-Tas András; Budapest, 1976)
- A Budapest XI. kerület, Kende utca 8–10. sz. alatt feltárt kora császárkori település állatcsontanyagának meghatározása (Archaeológiai Értesítő, 1976)
- A budai királyi palota északi előudvarában feltárt XIV–XV. századi állatcsontok (Budapest Régiségei, 1977)
- A Közép-Volga vidéki finnugor népek állattartása a korai vaskorban. (Magyar őstörténeti tanulmányok (Szerkesztette: Bartha Antal, Czeglédy Károly, Róna-Tas András; Budapest, 1977)
- Archeozoológia (Az Élet és Tudomány kalendáriuma, 1977)
- A budavári ásatások állatcsontjai (Élet és Tudomány, 1977. 6.)
- A háziállatok változékonyságának jelentősége (Természet Világa, 1978. 8.)
- A majacki [Szovjetunió] lelőhely állatcsontleletei. Az 1978–1979. évi ásatás (A Magyar Mezőgazdasági Múzeum Közleményei, 1981/83)
- Állattartás őseink korában (Budapest, Gondolat, 1982)
- A honfoglaló magyarok és a kora Árpád-kor háziállatai (Kandidátusi értekezés; Budapest, 1982)
- A középkori nomád állattenyésztés kelet-európai jellegzetességei (Nomád társadalmak és államalakulatok. Tanulmányok. Szerkesztette: Tőkei Ferenc; Budapest, 1983)
- A budatétényi római kori állatcsontleletek (Budapest Régiségei, 1984)
- Őseink állattartása Levédiában (Utazások a múltban és a jelenben. Az őshazától a Kárpátokig. Szerkesztette: Szombathy Viktor; Budapest, 1985)

## Díjai
- Magyar Népköztársasági Érdemérem (arany, 1950)
- a Munka Vörös Zászló Érdemrendje (1955)
- Szocialista Hazáért Érdemrend (1967)
- Felszabadulási Jubileumi Emlékérem (1970)